# El sol del membrillo
El sol del membrillo es el tercer largometraje del director español Víctor Erice. Película en muchas opiniones inclasificable, puede situarse como documental, debido a que su argumento se basa en la absoluta realidad del proceso de creación artística de un cuadro por su autor, el pintor español Antonio López.

## Argumento
Madrid, otoño de 1990. El pintor Antonio López hace años plantó en el jardín de su estudio un membrillero. Ahora se decide a pintarlo, justo cuando sus frutos empiezan a madurar. La película nos muestra el proceso creativo del cuadro y el esfuerzo del pintor por capturar la luz. El documental abarca aspectos artísticos y técnicos de la obra a través de las conversaciones que el pintor mantiene con las personas que visitan su estudio, fijándose en las sensaciones y expresiones que el pintor tiene en todo ese proceso. Al final de la película, Antonio López nos cuenta un sueño.

## Localización de rodaje
La película se filmó en 1990 en Madrid, en el estudio real y la casa de Antonio López, ubicada en la colonia Los Rosales de Chamartín.

## Participantes
- Antonio López García
- María Moreno (pintora)
- Enrique Gran
- María López
- Carmen López
- Elisa Ruiz
- José Carretero
- Amalia Avia
- Lucio Muñoz
- Esperanza Parada Pedrosa
- Julio López Hernández
- Fan Xiao Ming
- Yan Sheng Dong
- Janusz Pietrzkiak
- Marek Domagala

## Premios
- Festival de Cannes 1992: Premio Especial del Jurado
- Festival Internacional de Cine de Chicago 1992: Hugo de Oro
- Asamblea de Directores y Realizadores Cinematográficos y Audiovisuales Españoles (ADIRCAE) 1993: Mejor dirección[2]